# Lasiorhinus
Lasiorhinus is een geslacht van zoogdieren uit de  familie van de Vombatidae (Wombats).

## Soorten
- Lasiorhinus krefftii (Owen, 1872) – Noordelijke breedneuswombat
- Lasiorhinus latifrons (Owen, 1845) – Zuidelijke breedneuswombat

Noordelijke breedneuswombat (Lasiorhinus krefftii) · Zuidelijke breedneuswombat (Lasiorhinus latifrons) · Gewone wombat (Vombatus ursinus)